# Špela Rozmarič
Špela Rozmarič (* 13. Januar 1998 in Maribor) ist eine slowenische Fußballspielerin.

## Karriere

### Vereine
Rozmarič begann in der Jugend des ŽNK Pomurje Beltinci mit dem Fußballspielen und kam vom 7. November 2010 (2. Spieltag) bis zum 7. Oktober 2012 (3. Spieltag) in 20 Punktspielen (17 Tore) für die Mannschaft der Altersklasse U15, und vom 7. April 2012 (8. Spieltag) bis zum 31. Mai 2014 (18. Spieltag) in 35 Punktspielen (62 Tore) für die Mannschaft der Altersklasse U17 in ihrer Premierensaison zum Einsatz. In die erste Mannschaft wurde sie zunächst sporadisch eingebunden. Sie bestritt vom 1. April 2013 (11. Spieltag) beim 13:0-Sieg im Auswärtsspiel gegen den ŽNK Krka, bis zum 19. Mai 2013 (19. Spieltag) beim 5:0-Sieg im Heimspiel gegen den ŽNK Radomlje ihre ersten sieben Punktspiele für die erste Mannschaft in der höchsten Spielklasse. Ihr erstes Tor im Seniorinnenbereich gelang ihr am 10. April 2013 (13. Spieltag) beim 5:1-Sieg im Auswärtsspiel gegen den ŽNK Maribor mit dem Treffer zum  Endstand in der 83. Minute.
In der Folgesaison bestritt sie 17 Punktspiele und bis zum 21. Mai 2022 (21. Spieltag) weitere 135 Punktspiele, in denen sie 21 Tore erzielte. Mit der einhergegangenen Namensänderung, spielte sie anschließend für den ŽNK Mura und kam für diesen – saisonübergreifend – vom 13. August 2022 (1. Spieltag) bis zum 26. November 2023 (13. Spieltag) in 31 Punktspielen zum Einsatz. In der Winterpause und mit Beginn der Rückrunde am 2. März 2024 (14. Spieltag) war sie fortan für den Ligakonkurrenten ŽNK Olimpija Ljubljana aktiv.

### Nationalmannschaft
Rozmarič debütierte als Nationalspielerin für den NZS in der U17-Nationalmannschaft, die am 6. August 2013 das erste Spiel der Gruppe 7 der ersten Qualifikationsrunde im Hinblick auf die Teilnahme an der vom 26. November bis zum 8. Dezember 2013 in England ausgetragenen und altersbezogenen Europameisterschaft gegen die U17-Nationalmannschaft Litauens mit 8:0 in Nova Gorica bestritt. In den beiden weiteren Gruppenspielen (3:4 vs. Belarus am 8. August, 0:5 vs. Belgien, jeweils in Nova Gorica) wurde sie auch berücksichtigt.
Für die U19-Nationalmannschaft kam sie in der Saison 2014/15 und 2015/16 in jeweils drei und in der Saison 2016/17 in sechs EM-Qualifikationsspielen zum Einsatz. Ihr Debüt für diese Altersklassen-Mannschaft gab sie am 4. April 2015 im ersten Spiel der 2. Qualifikationsrunde bei der 0:4-Niederlage gegen die U19-Nationalmannschaft Dänemarks in Strijthagen in der Gemeinde Landgraaf in der Provinz Limburg.
In der A-Nationalmannschaft debütierte sie am 16. September 2017 in Ingolstadt bei der 0:6-Niederlage gegen die Nationalmannschaft Deutschlands im ersten von acht Spielen der WM-Qualifikationsgruppe 5. Ihr erstes A-Länderspieltor erzielte sie im dritten WM-Qualifikationsspiel am 24. November 2017 in Ajdovščina beim 5:0-Sieg über die Nationalmannschaft Färöers mit dem Treffer zum 4:0 in der 41. Minute. Für die angestrebte Teilnahme an der vom 20. Juli bis zum 20. August in Australien und Neuseeland vorgesehenen Weltmeisterschaft wurde sie zuvor in (den letzten) sechs von zehn Spielen der WM-Qualifikationsgruppe I berücksichtigt.
Für die vom 6. bis 31. Juli 2022 in England anstehende Europameisterschaft bestritt sie zuvor das dritte bis achte von zehn Spielen der EM-Qualifikationsgruppe A. Im zweiten Gruppenspiel am 8. Oktober 2019, beim 6:1-Sieg über die Nationalmannschaft der Türkei in İzmit, erzielte sie das Tor zum 2:0 in der 25. Minute.
Ferner nahm sie mit ihrer Mannschaft am Turnier um den Istrien-Cup 2019 teil und wurde in den beiden Spielen der Gruppe A eingesetzt, wie auch am 4. März im Finale von Zagreb, das mit 2:0 gegen die Nationalmannschaft Serbiens gewonnen wurde. Des Weiteren bestritt sie sechs in Freundschaft ausgetragene Länderspiele; ihr erstes hatte sie am 6. März 2018 in Ajdovščina beim 2:2-Unentschieden gegen die Nationalmannschaft Serbiens und ihr (bisher) letztes am 12. Juni 2021 in Krško beim 4:1-Sieg über die Nationalmannschaft Kroatiens. In ihrem vierten Freundschaftsspiel am 16. Juni 2019 in Dravograd, beim 5:0-Sieg über die Nationalmannschaft Montenegros erzielte sie das Tor zum Endstand in der ersten Minute der Nachspielzeit.

## Erfolge
Nationalmannschaft
- Istrien-Cup-Sieger 2019

ŽNK Olimpija Ljubljana
- Slowenischer Meister 2024
- Slowenischer Pokal-Sieger 2024

ŽNK Mura
- Slowenischer Meister 2023
- Slowenischer Pokal-Sieger 2023

ŽNK Pomurje Beltinci
- Slowenischer Meister 2015, 2016, 2021, 2022
- Slowenischer Pokal-Sieger 2016